# Johannes Sommer (Theologe)
Johannes Sommer (* 1542 in Pirna, Sachsen; † 8. August 1574 in Klausenburg, Siebenbürgen) war ein deutscher humanistischer Schriftsteller, Historiker und unitarischer Theologe.

## Leben und Werk
Johannes Sommer wurde vermutlich 1542 im sächsischen Pirna geboren und schrieb sich im Frühjahr 1562 an der Universität in Frankfurt an der Oder ein. Er brach sein Studium jedoch vorzeitig ab und übersiedelte ins Fürstentum Moldau. Er diente dem Fürsten Jakobus Basilikus Heraklides zunächst als Sekretär. Bald danach übertrug ihm dieser die Leitung einer neu gegründeten protestantischen Schule lateinisch Schola Latina ‚Lateinschule‘ in Cotnari. Diese wandelte er zu einer humanistischen Lehranstalt um. Nach dem Sturz und Tod des Fürsten im November 1563 floh Sommer über die Karpaten nach Kronstadt in Siebenbürgen, wo er 1565 zum Rektor des von siebenbürgischen lutherischen Reformators Johannes Honterus gegründeten Gymnasiums (Honterus-Gymnasium) gewählt wurde. Er beeindruckte hier mit seinen Kenntnissen der römischen und griechischen Literatur und verfasste sein erstes größeres literarisches Werk, eine in Versen abgefasste Geschichte der ungarischen Könige lateinisch Reges Hungarici, die von Stephan dem Heiligen  bis zu den Königen Ferdinand und Johannes in der ersten Hälfte des 16. Jahrhunderts reicht.
Kurze Zeit später übersiedelte er 1567 nach Bistritz und widmete sich vor allem seiner schriftstellerischen Tätigkeit und verfasste unter anderen mehrere Elegien. Zwischenzeitlich hatte er sich dem in Siebenbürgen stark verbreiteten radikal-reformatorischen antitrinitarischen Unitarismus zugewandt und kritisierte u. a. die Dogmen der Prädestination und der Erbsünde. 1570 zog er nach Klausenburg, wo er sich den Reformatoren und Gründern des ungarisch-siebenbürgischen unitarischen Kirche Franz Davidis und Giorgio Biandrata anschloss und unter dem siebenbürgischen Fürsten Johann Sigismund Zápolya Lektor des städtischen unitarischen Kollegiums wurde. Er heiratete eine Tochter von Franz Davidis.
Zudem war er weiter schriftstellerisch tätig und übersetzte die Lebensgeschichte des Heraklides im Prosa. 1571 hielt er zusammen mit Franz David bei der Beerdigung des Fürsten Johann Sigismund Zápolya eine Trauerrede. Er hatte dafür die lateinisch Oratio funebris geschrieben, die den verstorbenen würdigte, aber auch Gedanken zur zukünftigen siebenbürgischen Politik enthielt.
1574 fiel Sommer, gemeinsam mit seiner Frau und seiner Schwiegermutter, der Pest zum Opfer, über die er 1570 sein Lied zur Zeit der Pestilenz in 12 Strophen gedichtet hatte. Trotz seines frühen Todes hat er viele Schriften verfassen können, darunter die Colica, die 1580 in Wittenberg auch für ein breiteres Publikum gedruckt wurden. Sein Nachfolger am unitarischen Kollegium in Klausenburg wurde Matthias Vehe-Glirius.

## Werke (Auswahl)
- Theses de Deo Trino (Thesen über den dreieinigen Gott historische Dichtung vollständiger Titel: lateinisch Theses de Deo trino in personis, uno in essentia, ex eius fundamentis desumptae).
- Reges Hungarici (Die ungarischen Könige).
- Clades Moldovica (Das Unheil der Moldau 15 Elegien) 1568.
- Hortulus ingenui amoris (Gärtlein der hochgemuten Liebe, Glückwunschgedicht anlässlich der Hochzeit seines Freundes Antonius Jungk und seiner Braut Barbara am 24. Juli 1568).
- Colica.